# Amo (Doctor Who)
L'Amo és un personatge recurrent de la sèrie de televisió de ciència-ficció britànica Doctor Who. És un senyor del Temps renegat, i és el més gran enemic individual del Doctor.
Quan l'Amo aparegué per primer cop al gener del 1971, era interpretat per Roger Delgado, que continuà al paper fins a la seva mort el 1973. Posteriorment, Peter Pratt i Geoffrey Beevers interpretaren una versió físicament decaiguda del senyor del temps, fins que Anthony Ainley aconseguí el paper el 1981. Hi romangué fins a la cancel·lació de Doctor Who el 1989. El 1996, l'Amo fou interpretat per Gordon Tipple (breument) i Eric Roberts a la pel·lícula de televisió. A la sèrie revivida, Derek Jacobi interpretà breument la reintroducció del personatge, abans de passar el testimoni a John Simm, que jugà el paper de l'Amo al clímax de la sèrie del 2007.